# Koori (Fukushima)
Koori (桑折町, Koori-machi) est un bourg japonais (町, machi ou -chō) situé dans la préfecture de Fukushima.
Sa population est estimée à 12 231 habitants au 1er juin 2013.